# 粗沼拉拉藤
粗沼拉拉藤（学名：Galium karakulense），为茜草科拉拉藤属下的一个植物种。